# Fausto Giaccone
Fausto Giaccone (San Vincenzo, 16 juni 1943) is een Italiaanse fotograaf.

## Biografie
Giaccone werd geboren in Toscane, maar groeide op in Palermo, op het eiland Sicilië. Toen hij 22 jaar was haalde hij zijn diploma Architectuur aan de Universiteit van Rome. Zijn beroepscarrière als fotograaf begon in 1968. Zijn foto's van de studentenopstand in Rome verschenen in bijna alle dagbladen in Italië.
In die tijd was hij ook de eerste fotograaf die aandacht had voor de Palestijnse zaak. Zijn foto's over de Palestijnse fedayyin (de oorlog van de toegewijden, zelfs tot zelfmoord bereid) in Jordanië, verschenen in Paris Match
Vanaf de jaren 80 begon Giaccone freelance te werken. Sedert 1995 levert hij ook zijn bijdragen bij het Anzenberger Agency, het summum op wereldvlak wat betreft fotogallery's, in Wenen.

## Sociaal engagement
In de jaren 70 werkte Giaccone als cameraman voor de Italiaanse televisie. Hij werkte vooral aan documentaires over het dagelijkse leven in Afrika en Zuid-Amerika. Sinds hij freelance werkt, begin de jaren 80, trekt hij vooral rond in Europa en Zuid-Amerika. Zijn werk legt vooral nadruk op het sociale en culturele leven in de verschillende landen.
Zijn meest bekende reportage gaat over de Anjerrevolutie in Portugal in 1974 en 1975. Tijdens die politieke revolutie werden de landerijen en velden opnieuw verdeeld op een eerlijke manier. Tijdens die revolutie maakt Fausto een fantastische fotoreportage over de veranderingen in Alentejo, een klein dorpje in het zuiden van Portugal. Hij fotografeert de plaatselijke bevolking en hun reacties tijdens de revolutie. 11 jaar later, in 1986 keert hij terug en zoekt dezelfde mensen terug op. Dit alles is gepubliceerd in het boek A Portoguese Story.
Sedert een aantal jaren is hij nu al bezig met een boek over Gabriel García Márquez, de bekende Colombiaanse schrijver. In 2012 is dit werk voltooid en gepubliceerd onder de naam Portraits from the shadows (zie externe links).

## Zijn oeuvre
Zijn werken zijn te zien in onder andere de volgende collecties:
- La Contestazione, Idea Edition, Milaan 1978
- Mafia, Idea Edition, Milaan 1978
- Portugal 1974-1975, Hier et Demain, Parijs 1979
- A sud del Sahara,  Italiaanse fotografen in Afrika, Milaan 1980
- Enciclopedia del Sociologia, Jaca Book, Milaan 1997
- 22 Photographers, Stemmle, Zurich, 1997